# Stefan Dąmbski
Stefan Dąmbski ps. Żbik I (ur. 3 grudnia 1925 w Nosówce, zm. 13 stycznia 1993 w Miami) – w latach 1942–1945 żołnierz grupy dywersyjnej Podobwodu AK Rzeszów-Południe i wykonawca wyroków śmierci (likwidator).

## Życiorys
Urodził się 3 grudnia 1925 w Nosówce w rodzinie ziemiańskiej. Jego ojcem był Kazimierz Dąmbski (1899–1958), po ojcu Aleksandrze dziedzic dóbr ziemskich z folwarkiem w Nosówce oraz przewodniczący tamtejszej Rady Szkolnej, były legionista, odznaczony za udział w bitwie o Lwów (1918–1919) w szeregach 38 pp, porucznik w 6 Pułku Artylerii Polowej podczas wojny polsko-bolszewickiej (1920–1921), słuchacz Oficerskiej Szkoły Obserwatorów Lotniczych w Toruniu w 1920 i Szkoły Strzelania Artylerii tamże w połowie lat 30., od 1928 członek Komisji Rolnej przy Radzie Powiatu Rzeszowskiego, po parcelacji majątku latem 1939 wysłannik Ministerstwa Spraw Zagranicznych w Kolumbii, w latach II wojny światowej i do 1946 redaktor naczelny nowojorskiego „Nowego Świata” (związanego wówczas z orientacją piłsudczykowską Ignacego Matuszewskiego), po wojnie właściciel domu w Miami i w latach 50. kierownik sali w tawernie polonijnego biznesmena radiowego w Buffalo. Jego matka, Anna z Jędrzejowiczów (1894–1934), była właścicielką majątku w Dylągówce, który prowadziła wraz z mężowskim.
Po śmierci matki Dąmbskim i jego starszym bratem Stanisławem (1922–1947) zajmowała się niezamężna ciotka, Maria Jędrzejowicz (1887–1968), z którą obaj mieszkali na wsi. Dąmbski uczył się w szkole w Jaśle i do 1939 w Prywatnym Męskim Gimnazjum Towarzystwa Salezjańskiego przy Zakładzie Wychowawczym im. Abrahamowiczów we Lwowie. W młodości grał w piłkę nożną na gazonie w Dylągówce m.in. z zabitym przez siebie w 1944 w Hyżnem milicjantem Stanisławem Paściakiem. Odebrał religijne wychowanie i był praktykującym katolikiem.
Na przełomie 1941/1942 roku poznał ks. Mieczysława Bossowskiego, który wiosną 1942 został kapelanem Placówki Armii Krajowej Hyżne, i służył mu do mszy jako ministrant. Kilka miesięcy później, w 1942, za namową starszego kolegi Stanisława Pałaca ps. Stach został zaprzysiężony jako żołnierz podziemia w Placówce AK Hyżne z komendą w Nieborowie, której dowódcą był ppor. Mieczysław Chendyński ps. Józef. Początkowo przez około trzy miesiące był jednym z łączników przekazujących meldunki. Dowiedziawszy się o kontaktach swojego kolegi Jurka z Gestapo zaproponował Pałacowi likwidację kolegi z własnej broni, co wykonał w lesie niedaleko domu ciotki. W rezultacie po dwóch tygodniach został przedstawiony Chendyńskiemu i przydzielony do plutonu dywersyjnego Józefa Zawory ps. Czarny, później dowodzonego przez Ludwika Wojciechowskiego ps. Puchacz. Przeszedł szkolenie strzeleckie z oddziałem Zawory w lasach opodal Nieborowa. Przyjął pseudonim Żbik I, w spisach żołnierzy placówki figurował jako Dębski (tak też w powojennym kwestionariuszu osobowym Urzędu Bezpieczeństwa). Z czasem został dowódcą drużyny.
Zajmował się rabowaniem pistoletów indywidualnie od niemieckich mundurowych, głównie w Rzeszowie. Dokonał egzekucji niemieckiego kierownika wydziału rolnictwa w Rzeszowie (Kreislandwirta) Pillmana (według własnej relacji w 1942, według innej wersji w 1944). Od 1943 do działań likwidacyjnych najchętniej używał pistoletu Parabellum 9 mm (tzw. parabelka), do tego mając w rezerwie pistolet maszynowy. Od jesieni tego roku wraz z nadejściem frontu działał przy likwidacjach volksdeutschów-konfidentów oraz karaniu kobiet obwinianych o kontakty z Niemcami. Na akcje chodził zwykle we trójkę (wraz z Kazimierzem Stankiewiczem ps. Majeranek i Janem Gąsiorem ps. Wilk).
Uczestniczył w akcji „Burza”, rozpoczętej na Rzeszowszczyźnie 26 lipca 1944. Po jej wybuchu został awansowany na kaprala. Skierowany do Borku Starego brał udział w grupowych zamachach na wycofujących się oficerów niemieckich. Po 5 dniach pod Rzeszowem brał udział w rozbrajaniu oddziałów niemieckich i likwidacji Niemców nie posiadających dokumentów. Po nadejściu Sowietów i zakończeniu akcji „Burza” dla członków jego placówki wrócił na kwaterę do Nieborowa. W sierpniu 1944 jego druga placówka „Józefa” otrzymała rozkaz wyjazdu do stolicy i wsparcia powstańców warszawskich. Jednakże w trakcie transportu przed Sandomierzem zatrzymali ich Sowieci, a on następnie był przesłuchiwany przez NKWD. Zgodził się wstąpić do armii Berlinga i został skierowany do 2 Zapasowego Pułku Piechoty w Rzeszowie, gdzie przydzielono go do plutonu motorowego, został szoferem jeepa i odtąd pełnił obowiązki w transporcie oficerów (np. do Lublina). Ostatecznie zdezerterował zabierając pojazd z rzeszowskich koszar.
Powrócił wtedy do Nieborowa. Stamtąd został wezwany na wikarówkę ks. Bossowskiego (ps. Żbik) w Hyżnem, gdzie ów duchowny przedstawił go kpt. Draganowi Sotirovićowi ps. Draża i por. Józefowi Szajdzie ps. Belabes, tj. dowódcy i zastępcy dowódcy jednostki dywersyjnej 14 Pułku Ułanów Jazłowieckich AK, do niedawna operującego na ziemi lwowskiej. Dąmbski miał zostać ich przewodnikiem na znanych mu terenach, w związku z czym został żołnierzem tzw. „lwowskiej czternastki” (D14). Pod jego kierunkiem oddział wyruszył na kwatery do Szklar (tam październik 1944 spędził Dąmbski) i Harty, a potem przeniesiono się do Piątkowej. Kontynuował działalność w partyzantce, a walcząc z władzą ludową zabijał funkcjonariuszy Milicji Obywatelskiej, aparatu bezpieczeństwa, aktywistów Polskiej Partii Robotniczej oraz żołnierzy Armii Czerwonej.
W grudniu 1944 z polecenia ks. Bossowskiego przeprowadził akcję na posterunek MO w Hyżnem i likwidację funkcjonariuszy. Pod koniec 1944 przeniósł się do Laskówki, gdzie rozkazem „Draży” został przydzielony do Oddziału Karnego przeprowadzającego odwetowe likwidacje Ukraińców, głównie podejrzewanych o palenie polskich wiosek. Na początku 1945 brał udział w likwidacji rodziny Fiołków w Wesołej. 5 marca 1945 wraz z Feliksem Maziarskim ps. Szofer i Jędrkiem ps. Słowik w Brzozowie przeprowadził zamach na komunistę Leona Dobruckiego i starostę Wacława Mamborta-Orlickiego (drugiego z nich zabił). Po akcji z rannym „Szoferem” zostali ukryci w klauzurze klasztoru ojców jezuitów w pobliskiej Starej Wsi. 
W konsekwencji wcześniejszej dezercji z wojska i zabójstwa starosty zaocznie został skazany na karę śmierci przez władze Polski Ludowej. W AK dosłużył się stopnia plutonowego. Po wojnie jako jeden z czterech żołnierzy swego oddziału został odznaczony Krzyżem Walecznych. Po dekonspiracji w obliczu zagrożenia aresztowaniem został umieszczony w pierwszej dziesiątce żołnierzy podziemia przeznaczonych do ewakuacji. W lipcu 1945 został przerzucony do jednej z alianckich stref okupacyjnych Niemiec. Tam w 1947 został zweryfikowany jako żołnierz AK. Początkowo służył w kompanii wartowniczej w pobliżu Norymbergi. W związku z ucieczką Stefana jego brata Stanisława spotkały represje: został aresztowany przez Urząd Bezpieczeństwa, a po wyjściu na wolność w 1948 zmarł na gruźlicę, mając 26 lat.
Pod koniec lat 40. Stefan Dąmbski zawodowo uprawiał piłkę nożną. Dzięki pomocy ojca w 1950 wyemigrował do Stanów Zjednoczonych, gdzie zamieszkał w Chicago. Tam co kilka lat spotykał się z kombatantami AK. W 1975 odwiedził Polskę, gdzie na Śląsku spotkał się z bratem stryjecznym, Aleksandrem. W 1976 osiadł w Miami i mieszkał tam do końca życia. Nie miał wyuczonego zawodu i imał się różnych zajęć w dziedzinach handlu czy transportu. Był dwukrotnie żonaty, a z drugiego małżeństwa miał córkę.
W ostatnich miesiącach życia był nieuleczalnie chory na raka. 13 stycznia 1993 popełnił samobójstwo strzałem z broni palnej w głowę. W 1994 prochy Stefana Dąmbskiego za sprawą jego żony sprowadzono do Polski i pochowano w kaplicy Jędrzejowiczów w Hyżnem.

## Wspomnienia
Przebywając na emigracji w Stanach Zjednoczonych od lat 70. spisywał swoje wspomnienia przez kilkanaście lat, zaznaczając w ich treści, iż liczy się, że nigdy nie trafią do księgarń. Tekst dotyczył jego życia nastoletniego (działalności w AK), a zakończenie zostało przerwane w pół zdania, aczkolwiek uznano później, że objętość generalnie stanowi całość treści zamierzonej przez autora do wyrażenia. Przechowywany przez jego stryjeczne rodzeństwo wydruk w liczbie 177 stron w 2005 przekazano do Ośrodka KARTA w Warszawie. W 2005 obszerne fragmenty wspomnień wydrukowano w kwartalniku „Karta” 47. Tekst wywołał poruszenie u czytelników, w tym w środowisku kombatantów, wśród których przeważała opinia, iż nie powinien się ukazać z uwagi na niszczenie pamięci członków okupacyjnej konspiracji. Prezes Światowego Związku Żołnierzy Armii Krajowej Czesław Cywiński zażądał publikacji sprostowania, którym był list kpt. Mieczysława Skotnickiego ps. Głóg (przewodniczący koła ŚZŻAK w Tyczynie). Wydrukowany w „Karcie” 49 tekst podważał wiarygodność relacji Dąmbskiego i samo jego istnienie jako konspiratora, a także negował jego czyny rzekomo popełnione przez innych żołnierzy. W tym samym wydaniu kwartalnika w kontrze Skotnickiemu wypowiedział się historyk Grzegorz Ostasz. Obszerniejszy niż w czasopiśmie tekst wspomnień został wydany przez Ośrodek KARTA w formie książkowej w 2010 i zatytułowany Egzekutor. Głosy z debaty wywołanej książką opublikowano w „Karcie” 66 w 2011. Drugie wydanie książki ukazało się w 2013, a trzecie – poszerzone – w 2020. Prawa autorskie książki należą do Teresy Dambski-Hightower.